# Kalamba
Kalamba is een bestuurslaag in het regentschap Oost-Soemba van de provincie Oost-Nusa Tenggara, Indonesië. Kalamba telt 204 inwoners (volkstelling 2010).